# 金華堂
大甲金華寺 (Jin Hua Si)，舊稱鼎山巖或金華堂，創建於光緒十三(1887)年，當時為齋教龍華派大湖法雲寺派與金幢派信徒之齋堂(佛堂)，主祀觀世音菩薩。在佛教僧侶主持廟務後，更名金華寺，目前為一佛教出家眾道場。

## 歷史沿革
- 光緒十三(1887)年建立，由齋教龍華派與金幢派之信徒建齋堂，主祀觀世音菩薩。
- 大正九（1920年）年，因日本總督府之宗教管控，加入台灣佛教龍華會。[2]
- 民國四一(1952)年，正定法師 (俗名梁祝) 任金華堂住持，改名金華寺，改行佛教宗教儀式。
- 民國六四 (1975) 年，講經堂興建。
- 民國七三 (1984) 年，重建寺院，圓通寶殿與大雄寶殿分別祭祀觀音佛祖與釋迦如來。

## 資料來源
1. ↑  闞正宗.1993.台灣佛寺導遊（五）中部地區（上）.台北.pp.145.
2. ↑  林美容著.2008.台灣的齋堂與巖仔_民間佛教的視角.台北.pp.027.